# فرودگاه وبکوی
فرودگاه وبکوی (به انگلیسی: Webequie Airport) یک فرودگاه همگانی با کد یاتا YWP است که یک باند فرود شن دارد و طول باند آن ۱۰۶۹ متر است. این فرودگاه در کشور کانادا قرار دارد و در ارتفاع ۲۰۹ متری از سطح دریا واقع شده است.